# Stormberg (klädmärke)
Stormberg är ett klädmärke med ursprung i Norge och är landets mest sålda märke för friluftskläder.[källa behövs] Huvudkontoret för Stormberg AS är lokaliserat till Kristiansand, Norge. I Sverige bedrivs verksamhet genom dotterbolaget Stormberg Sverige AB.
Sortimentet är brett och består bland annat av flera typer av träningskläder, varma underkläder, regnkläder och vinterkläder som jackor och overaller.
År 2002 blev Stormberg AS medlem, som första norska textil- och sportvarumärke, i Initiativ for Etisk Handel. Som första sport- och textilvarumärke ingick Stormberg under 2007 ett samarbete med Norges Naturvernforbund. för att utveckla friluftskläder utan miljögifter. Hösten 2009 lanserade Stormberg en stipendieordning för att öka engagemanget för samhällsansvar; Stormbergstipendet. 25 % av nyanställda hos Stormberg är outbildade, före detta kriminella, före detta narkomaner och människor som på grund av fysiska eller psykiska hälsoproblem faller utanför arbetslivet. Företaget donerar en summa motsvarande 1 % av omsättningen till humanitära ändamål.

## Priser och utmärkelser
Under 2009 blev Stormberg tilldelad Gullriset av Norske Kvinners Sanitetsforening (NKS).
Under 2012 blev Stormberg korat till Årets omdømmevinner i omdömesundersökningen RepTrak Norge.